# 가네야마촌 (야마가타현)
가네야마촌(金山村)은 야마가타현 히가시오키타마군에 있던 촌이다. 현재의 난요시 가네야마에 해당한다.

## 역사
- 1891년 4월 1일 - 요시노촌의 일부 (오아자 가네야마)가 분립해 성립하였다.
- 1955년 2월 1일 - 미야우치정, 우루시야마촌,요시노촌과 합병해 미야우치정이 성립, 동일 가네야마촌은 폐지되었다.

## 교통

### 철도
- 일본국유철도
  - 요네자와선

### 도로
- 오타키 가도  (현・야마가타 현도 제5호선 야마가타 난요선)

## 참고문헌
- 角川日本地名大辞典 6 山形県